# ポルヴァ県

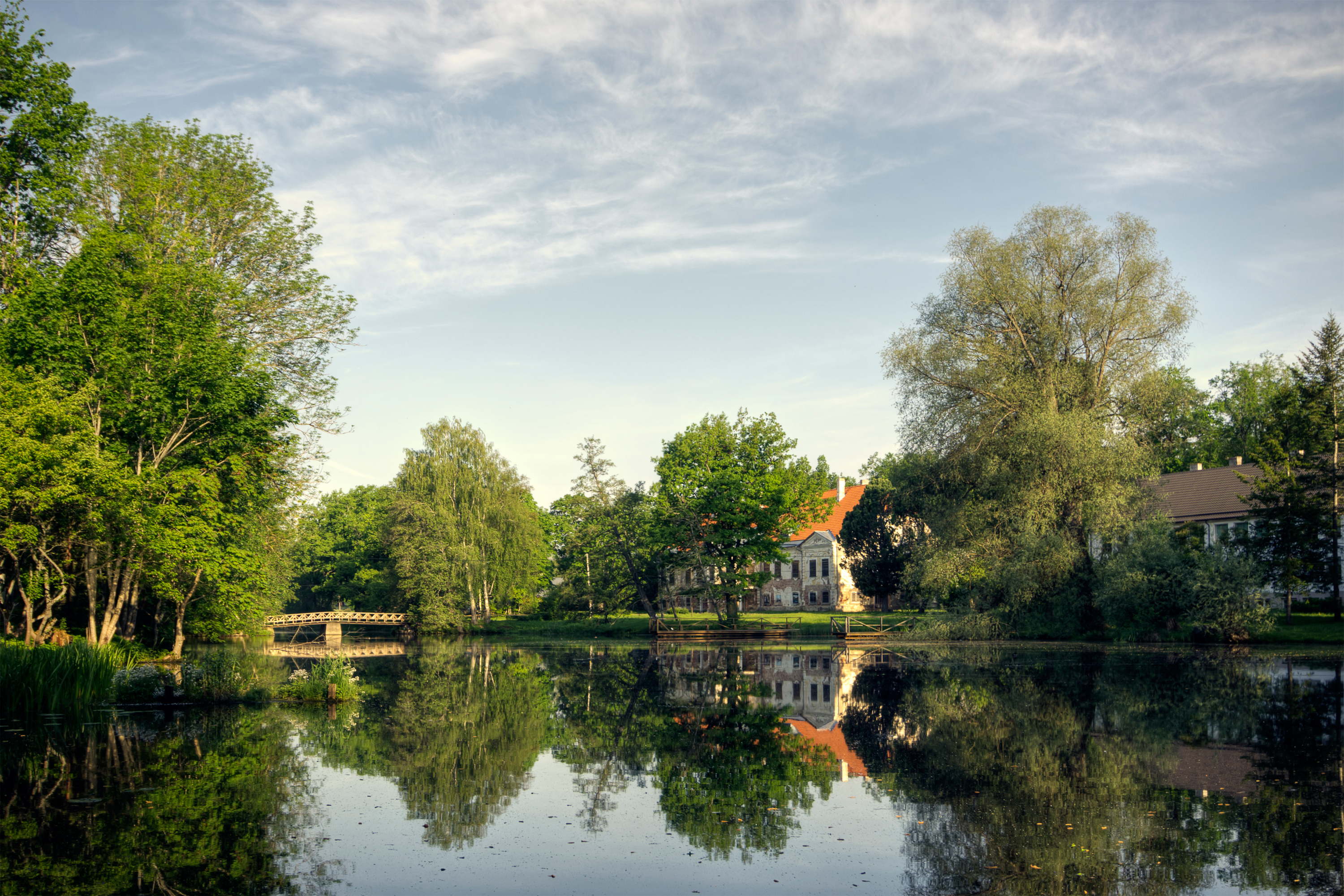

ポルヴァ県（エストニア語：Põlva maakond）は、エストニアを構成する15の県の一つである。エストニア南東部に位置し、東にロシアと接する。